# Хилгантуй
Хилганту́й (бур. Хилганта — «мятлик[овое место]») — улус в Кяхтинском районе Бурятии. Входит в сельское поселение «Мурочинское».

## География
Расположен в 11 км к северо-западу от центра сельского поселения, улуса Мурочи, по западной стороне региональной автодороги Р441 Мухоршибирь — Бичура — Кяхта, на правой надпойменной террасе реки Чикой, в 1 км к востоку от правой протоки.

## Население
| 2002 | 2010 |
| ---- | ---- |
| 210  | ↘161 |